# Airamasala
Airamasala ist ein osttimoresischer Ort in der Aldeia Boloi (Suco Hataz, Verwaltungsamt Atabae, Gemeinde Bobonaro). Er liegt in einer Meereshöhe von 74 m.
Der Ort befindet sich im Nordosten der Aldeia in der Ebene des Flusses Bebai (Nunura). Eine Straße, die entlang des Flusses führt, verbindet den Ort mit der Außenwelt. Nördlich überquert die Straße das Flüsschen Hatoleai zum Ort Koilima. Nach Süden gelangt man zum Dorf Boloi.